# Гашимов, Ислам Магеррам оглы
Ислам Магеррам оглы (Майрамович) Гашимов (Кашимов) (азерб. İslam Məhərrəm oğlu Həşimov; 1919, Ашагы-Хоч, Кельбаджарский район — 1997) — советский военнослужащий, старший сержант (1945), участник Великой Отечественной войны, разведчик взвода разведки 24-го гвардейского кавалерийского полка 5-й гвардейской кавалерийской дивизии 3-го гвардейского кавалерийского корпуса 3-й Белорусского фронта. Полный кавалер Ордена Славы.

## Биография
Ислам Магеррам оглы Гашимов родился в 1919 году в селе Ашагы-Хоч, расположенном ныне на территории Кельбаджарского района Азербайджана, в семье крестьянина. По-национальности — азербайджанец. После того, как окончил 7 классов школы, Гашимов стал работать в колхозе. В 1939 году вступил в ряды РККА. Призван в армию Кельбаджарским РВК Азербайджанской ССР.
С началом Великой Отечественной войны, с 22 июня 1941 года, Ислам Гашимов отправился на фронт. Был разведчиком взвода разведки 24-го гвардейского кавалерийского полка 5-й гвардейской кавалерийской дивизии 3-го гвардейского кавалерийского корпуса 3-й Белорусского фронта. 10 ноября 1942 года Гашимов был тяжело ранен. Вновь был ранен в июле 1943 года.
В наступательном бою на город и железнодорожную станцию Красное Вилейской области Гашимов первым ворвался в город и огнём из автомата уничтожил троих немецких солдат и двоих захватил в плен. От захваченных им немцев удалось получить ценные сведения о расположении противника. 13 июля 1944 года гвардии рядовой Гашимов, будучи в составе разведывательной группы, получил задачу разведать дорогу идущую на Гродно и подступы к городу. При движении группа встретил гарнизон противника, состоящий из как минимум 100 человек. Внезапным ударом группы, противник в панике бежал, оставив на поле боя 3 автомашины с боеприпасами и один ручной пулемёт. В этом бою Гашимов лично уничтожил двух немцев. Поставленная задача группы была выполнена, а полк вовремя получил ценные сведения о противнике. За образцовое выполнение боевых заданий Командования на фронте борьбы с немецкими захватчиками и проявленные при этом доблесть и мужество приказом по 5-й гвардейской кавалерийской дивизии № 014/н от 24 июля 1944 года гвардии красноармеец Кашимов Ислам Майрамович награждён орденом Славы 3-й степени.
22 января 1945 Гашимов в районе города Алленштайн (ныне — город Ольштын в Польше) получил приказ разведать силы и состав противника на правом фланге. При выполнении задания Гашимов заметил немецкую автомашину с около 20 солдатами. Он скрытно подошёл к машине на близкое расстояние и забросал машину гранатами, а затем мелким автоматным огнём расстреливал немецких солдат, убив при этом до 10 солдат противника и взяв в плен двух солдат. Сведения, полученные командованием от Гашимова, дали возможность принять те или ине решения и выполнить поставленную задачу с значительно меньшими потерями. По словам командира 24-го кавполка подполковника Ткаленко, Гашимов «за время проведенной операции вёл себя исключительно смело» и «своими решительными действиями воодушевлял личный состав взвода разведки на героические подвиги». За образцовое выполнение боевых заданий Командования на фронте борьбы с немецкими захватчиками и проявленные при этом доблесть и мужество приказом войскам 2-го Белорусского фронта № 0124 от 14 февраля 1945 года гвардии красноармеец Кашимов Ислам Майрамович награждён орденом Славы 2-й степени.
30 апреля 1945 года во время Берлинской наступательной операции разведчик взвода разведки 24-го гвардейского кавалерийского полка гвардии ефрейтор Ислам Гашимов находился в составе головного дозора в районе населённого пункта Раушендорф (в 3 км северо-западнее города Гранзе, ныне в составе земли Бранденбург в Германии), когда разведчики вступили в бой с засадой противника. В результате было уничтожено до взвода солдат, четверо взяты в плен. Продолжая выполнение боевой задачи, Гашимов с однополчанами скрытно приблизились к опорному пункту противника и, будучи незамеченными, разведали передний край обороны. Благодаря полученной информации основные силы полка сумели провести успешное наступление. За образцовое выполнение боевых заданий Командования на фронте борьбы с немецкими захватчиками и проявленные при этом доблесть и мужество Указом Президиума Верховного Совета СССР от 29 июня 1945 года гвардии ефрейтор Кашимов Ислам Майрамович награждён орденом Славы 1-й степени.
В октябре 1945 года старший сержант Кашимов был демобилизован и вернулся в Азербайджан. Проживал в посёлке имени 28 апреля (ныне — рабочий поселок Аран) Евлахского района. Работал председателем колхоза, затем бригадиром, а также чабаном в совхозе.
Был также награждён орденом Отечественной войны I степени (6 апреля 1985) и медалями.

## Награды
- Орден Славы III степени (24 июля 1944)
- Орден Славы II степени (14 февраля 1945)
- Орден Славы I степени (29 июня 1945)
- Медаль «За победу над Германией в Великой Отечественной войне 1941—1945 гг.» (9 мая 1945)
- Орден Отечественной войны I степени (6 апреля 1985)

Наградные листы
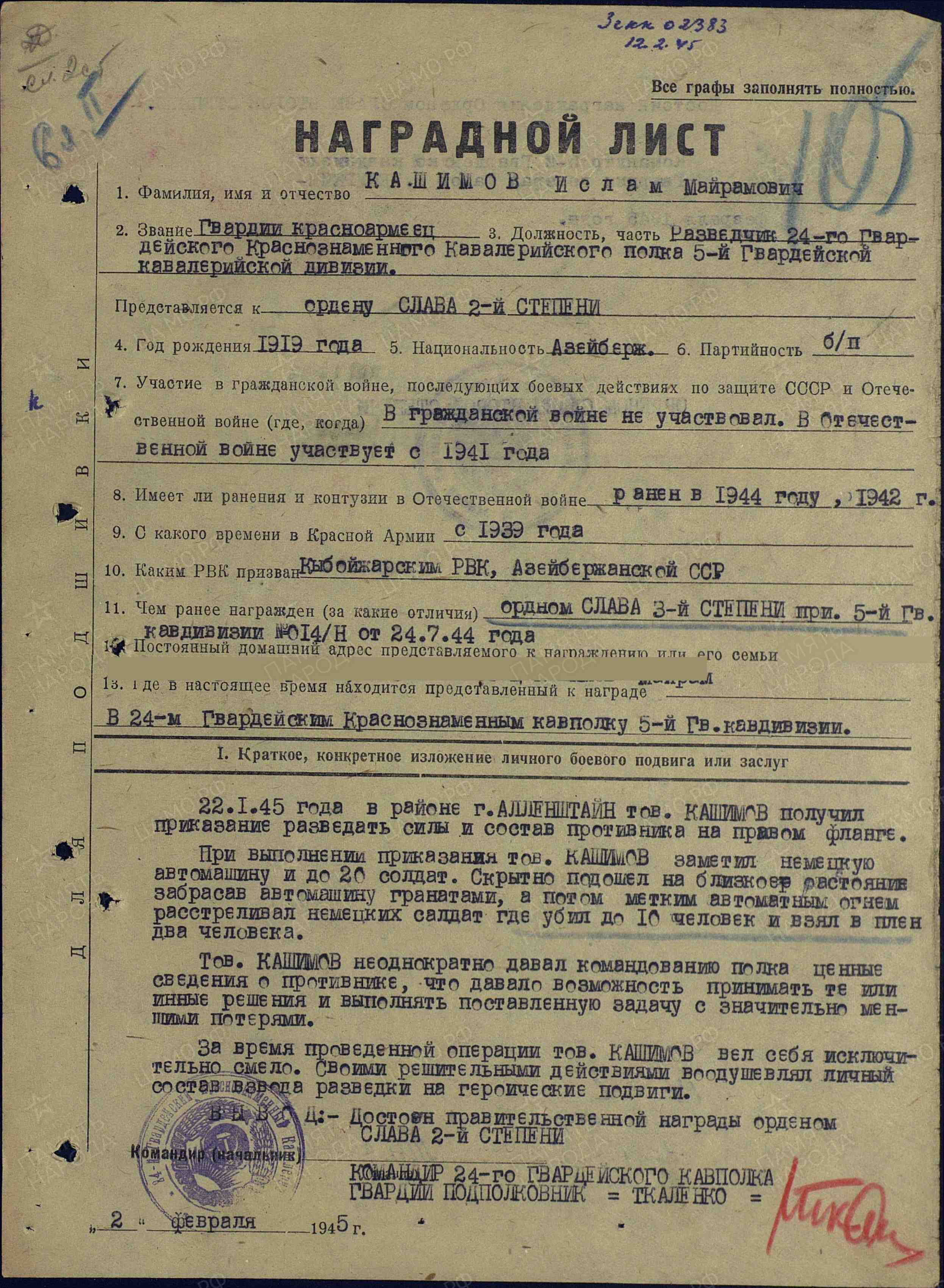
Наградной лист к ордену Славы II степени
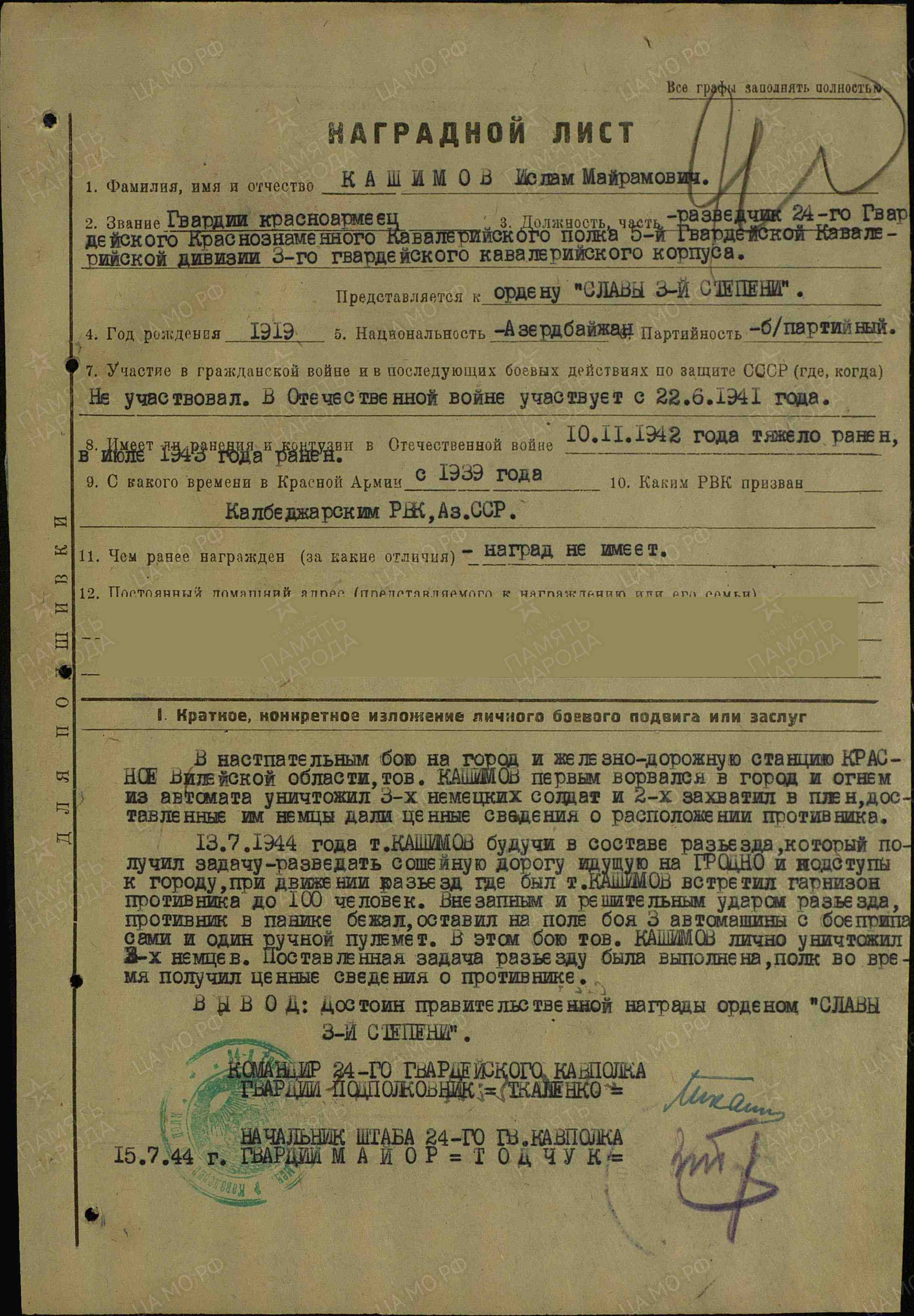
Наградной лист к ордену Славы III степени